# Axel Jöhncke
Hans Axel Julius Jöhncke (ur. 16 stycznia 1878 w Kopenhadze, zm. 29 września 1953 w Sztokholmie) – szermierz, szpadzista reprezentujący Szwecję, uczestnik letnich igrzysk olimpijskich w Sztokholmie w 1912 roku.